# Zlaté návrší
Zlaté návrší (německy Goldhöhe) je hora v Krkonoších na hřbetu Krkonoš, necelých 5 km severozápadně od Špindlerova Mlýna. Porost tvoří smilkové trávníky s klečí.
V mělkém severozápadním sedle s Vrbatovým návrším, asi 350 metrů od vrcholu, stojí Vrbatova bouda, pojmenovaná po Václavu Vrbatovi. Prudké severovýchodní svahy nad Labským Dolem jsou pokryty kamennými moři a vede tudy i lavinová dráha do údolí Labe. Jihovýchodním směrem pokračuje hřeben Krkonoš přes Medvědín směrem na Špindlerův Mlýn.

## Přístup
Na vrchol nevede žádná značená cesta, jen klečí zarůstající pěšina od Vrbatovy boudy, na kterou ale není vzhledem k ochraně přírody (I. zóna KRNAP) přístup povolen. K Vrbatově boudě vede červená značka od Špindlerova Mlýna přes Horní Mísečky nebo z druhé strany od Rokytnice přes Dvoračky. Další možností je přístup od Labské boudy, vzdálené asi 2 km severně, také po červené značce.

## Lyžařský závod na 50 km
O Velikonocích 24. března 1913 se v okolí Zlatého návrší konal mezinárodní závod na 50 km. Začal za nádherného počasí (závodníci vyběhli jen nalehko oblečeni), v průběhu však výrazně klesla teplota vzduchu a nastala vánice. Závod musel být zrušen a všichni závodníci krom Bohumila Hanče byli zastaveni. Hančovi se vydal na pomoc jeho přítel, lyžař Václav Vrbata. Našel jej vyčerpaného a promrzlého a věnoval mu horní části svého oděvu. Oba však v prudké vánici zahynuli.